# Oxvägen

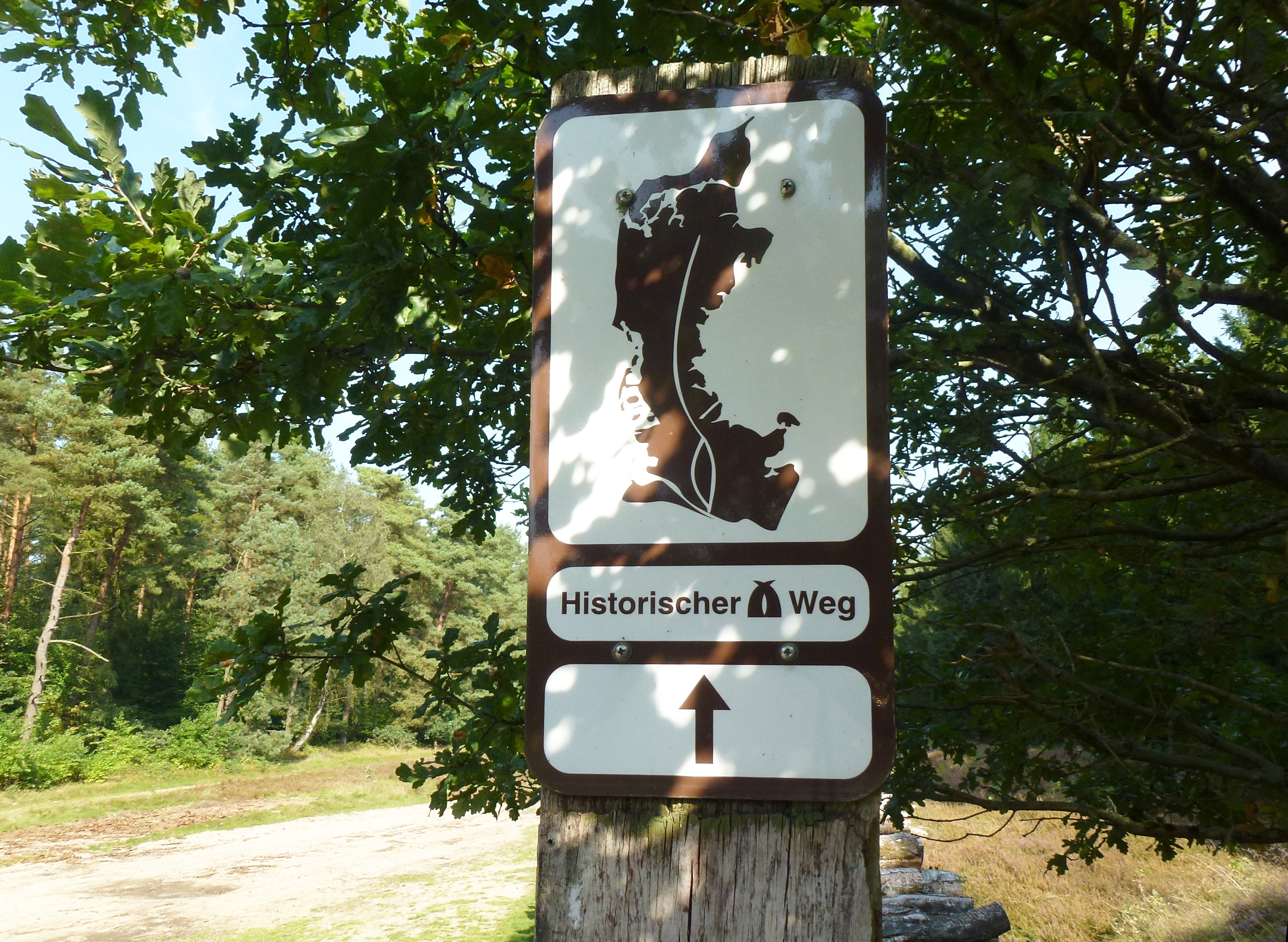
Vägvisare med karta vid Ochsenweg i Tyskland.

Oxvägen (även kallad Härvägen) är en historisk färd- och handelsväg på Jylland mellan den danska staden Viborg i norr och den tyska staden Wedel i söder. Den totala sträckan är 540 kilometer lång. Danska bönderna nyttjade vägen till att förflytta boskap (därav namnet ”Oxvägen”) men den användes också av riddare och soldater (därav namnet ”Härvägen”). I Danmark kallas vägen Hærvejen och i Tyskland Ochsenweg.

## Sträckning
Från norr börjar Oxvägen i Viborg på Jylland och går rakt söderut via Flensburg till Schleswig i det nuvarande tyska förbundslandet Schleswig-Holstein. Här, vid Danevirke Museum korsar Oxvägen den gamla danska försvarsanläggningen Danevirke. Strax efter Rendsburg delar sig vägen i en östlig och västlig rutt. Den östra rutten går över Bad Bramstedt, medan den västra sträcker sig över Itzehoe.  Strax före (norr om) Wedel möts båda vägarna igen för att sluta i Wedel vid Hamburg. Här fanns en färja som gick över floden Elbe. Den historiska sträckningen fortsatte sedan västerut ända bort till Nederländerna. Oxvägen går i det inre av Jylland, nära vattendelaren mellan haven. På så sätt undvek man breda och ofta sumpiga åar. Totalsträckan mellan Viborg och Wedel är 540 kilometer.

## Historik

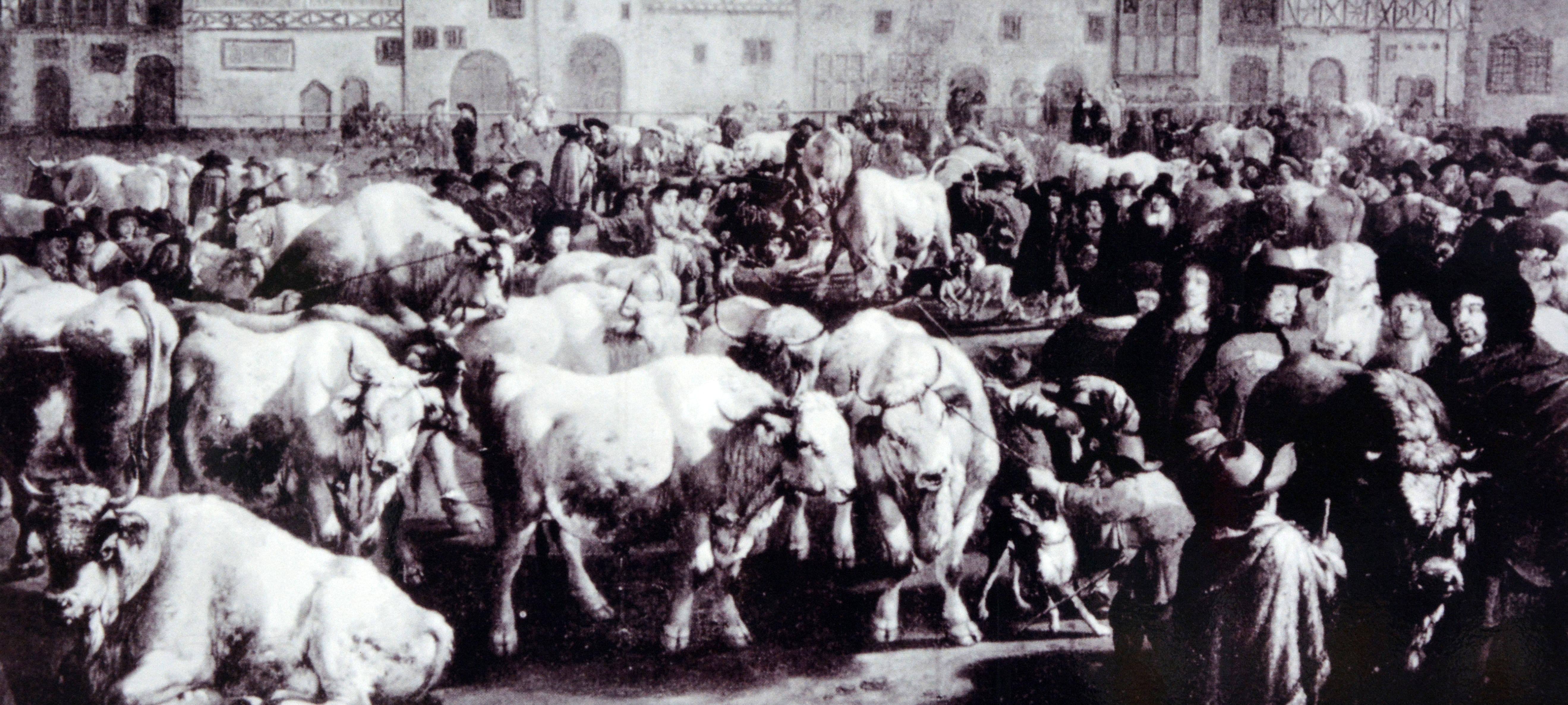
En oxmarknad cirka 1750.

Det första skriftiga dokumentet härrör från tiden kring 1070 genom Adam av Bremen. Men idag tror arkeologer att vägen kan vara betydligt äldre än så, troligen existerade den redan på bronsåldern i någon form, eftersom det är en naturlig sträckning ovanför åarna. Därmed utgör Ox- och Härvägen en betydelsefull kulturhistorisk färd- och handelsförbindelse på halvön Jylland.
Mellan 1300- och 1800-talet täckte många västeuropeiska städer sitt köttbehov genom köttimport från Danmark. För det krävdes att stora boskapshjordar bestående av svin och oxar drevs från Jyllands betes- och uppfödningsområden till marknaderna och slakt i söder (utan motorfordon och kylteknik fördärvas köttet om det transporteras färdigt, därför drev man levande djur). ”Oxdrevet” företogs huvudsakligen på våren. Vissa år kunde tullen registrera upp till 50 000 djur.
Men handelsrutten över Jylland nyttjades även av köpmän, pilgrimer och tiggare och inte minst av soldater, vilket gav den även strategisk betydelse. I Danmark kallas den därför ”Hærvejen”. Namnet har använts sedan 1600-talet. Några större arméer har dock inte dragit fram här. På medeltiden var den även en del av Jakobsleden mellan Danmark och Nordspanien. Genom tillkomsten av järnvägslinjer i slutet av 1800-talet förlorade Oxvägen sin betydelse som transport- och handelsväg. Sedan 1998 nyttjas delar av den historiska Oxvägen som cykel- och vandringsled.

## Bilder

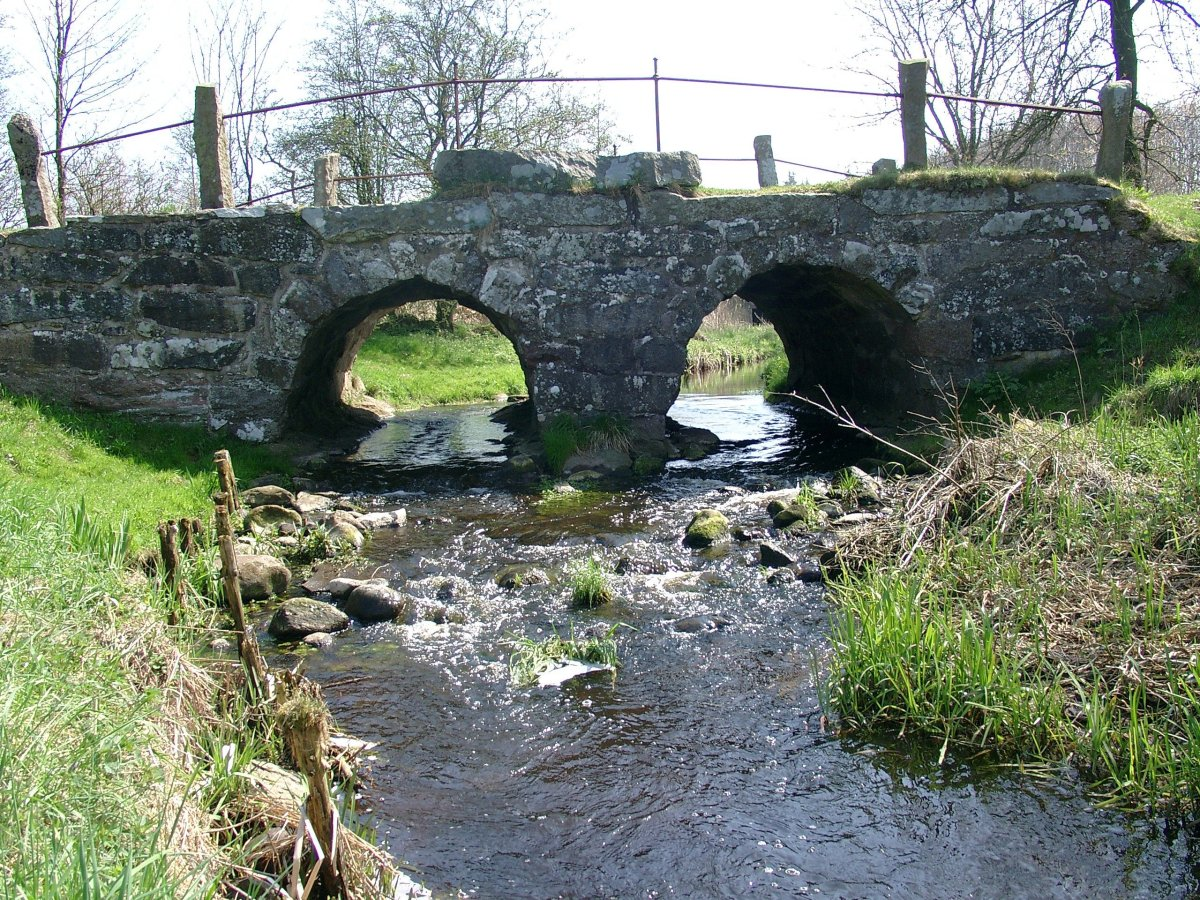
Gejlå Bro i Danmark
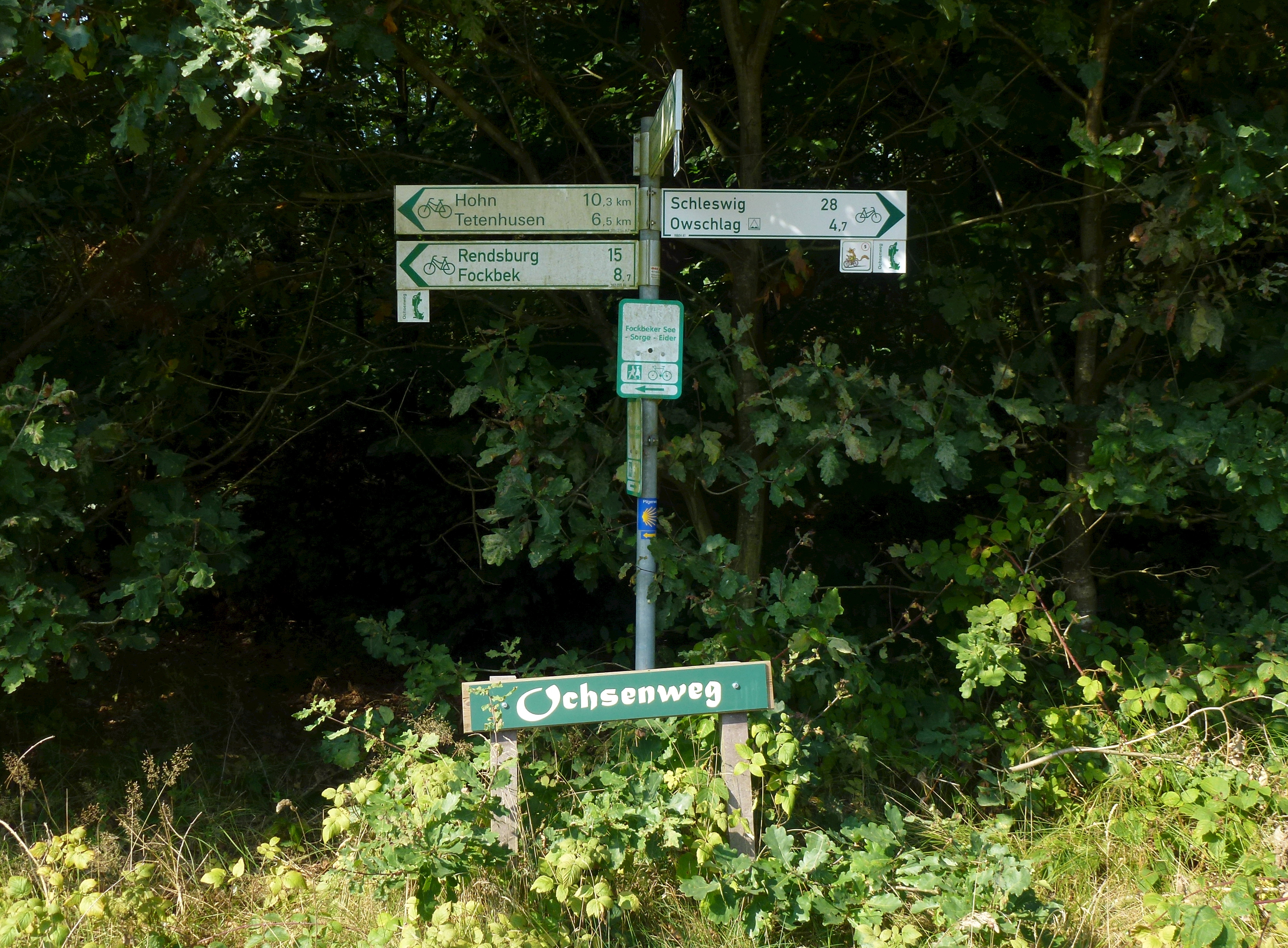
Vägvisare i Tyskland
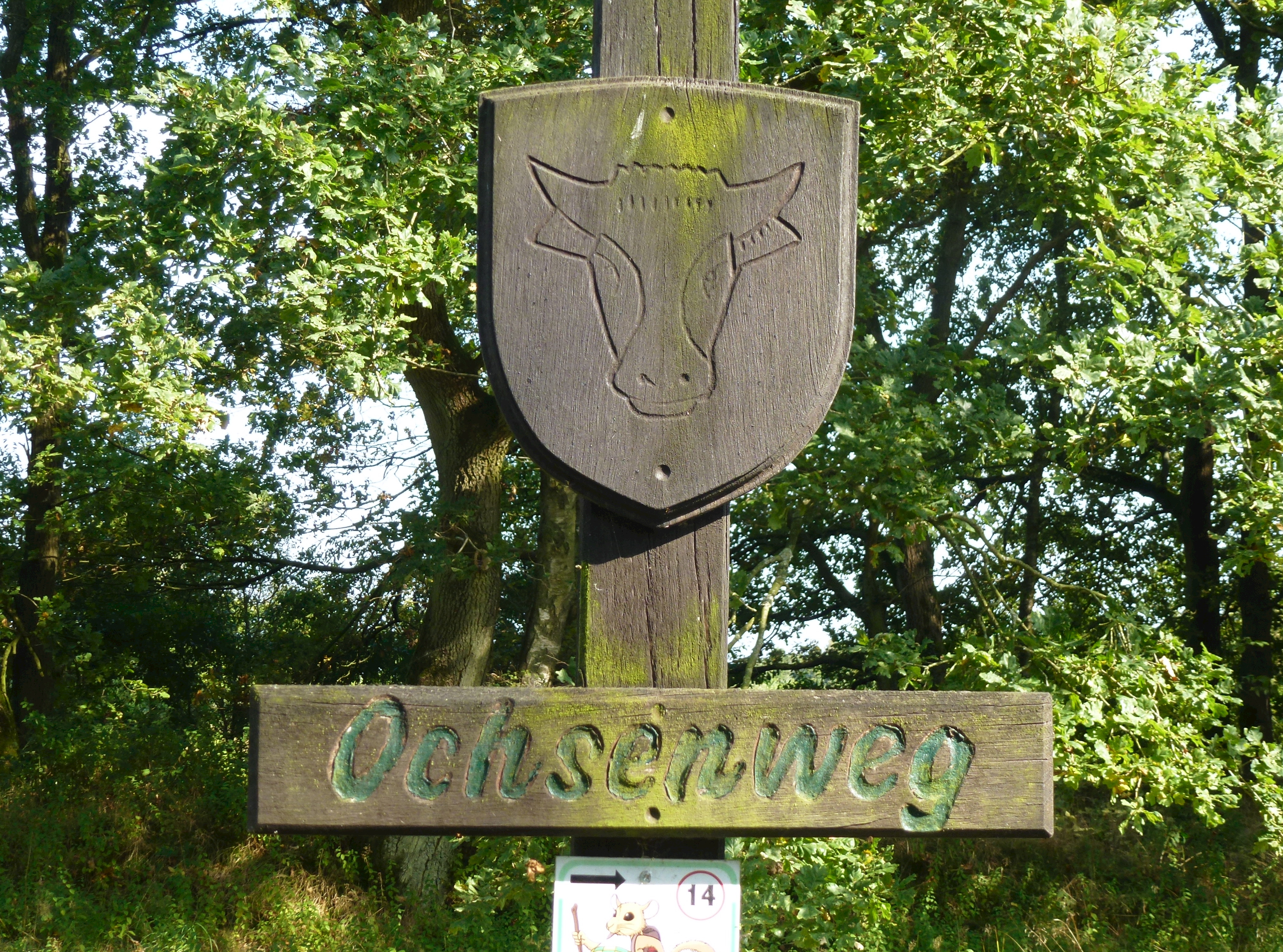
Skylt i Tyskland
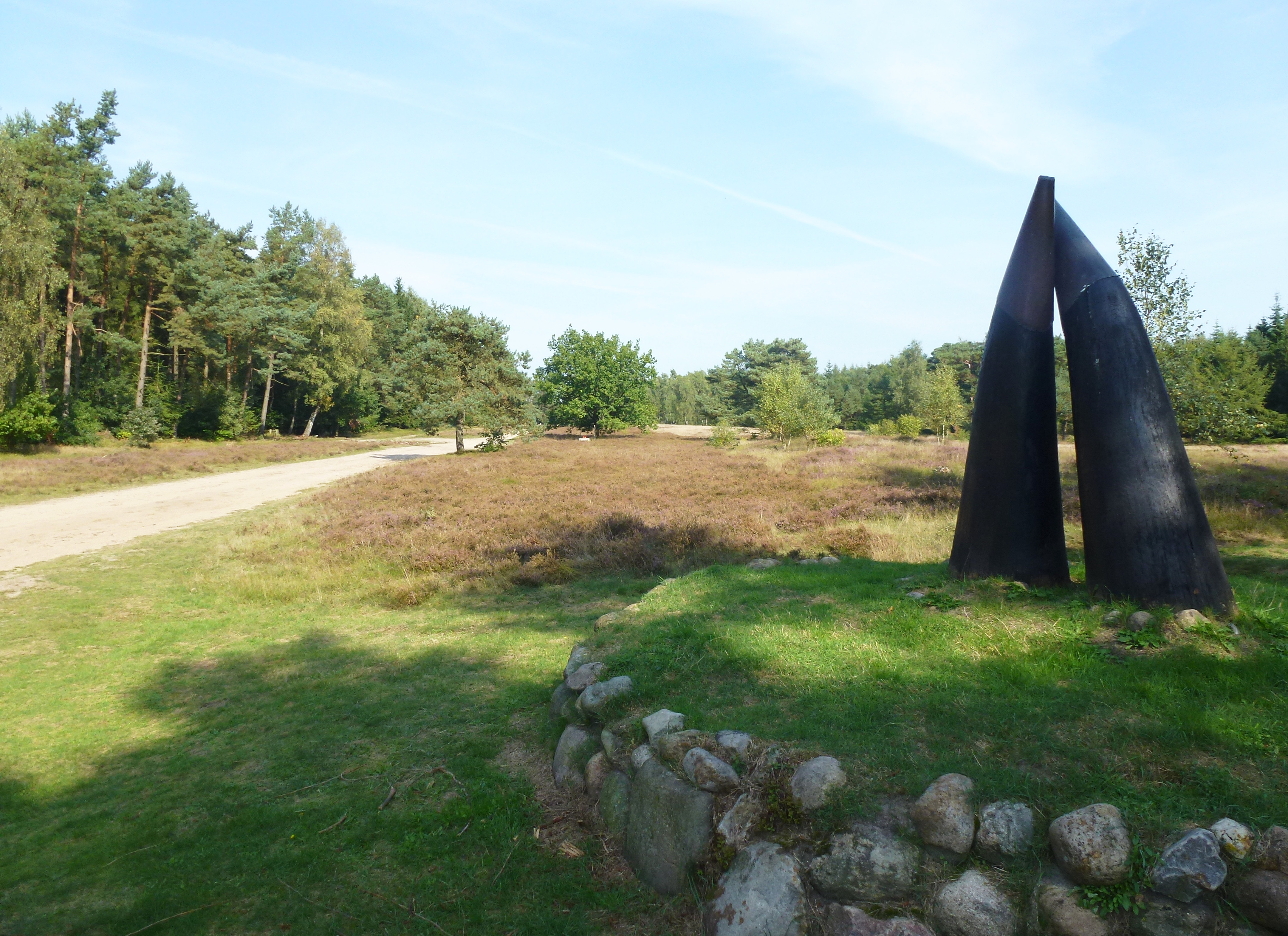
Oxvägen i Tyskland